# Manitoba
Manitoba je jedna od deset kanadskih pokrajina. Manitoba je uglavnom ravničarska pokrajina. Ova velika žitnica Kanade u prošlosti je bila područje kojim su lutala nepregledna krda bizona. Iako je u geografskom smislu smještena u centru države, u političko-sociološkoj podjeli Manitoba se ubraja u pokrajine zapadnog dijela Kanade. Glavni grad provincije je Winnipeg. Na život ljudi u ovoj provinciji najveći utjecaj su imali plodno tlo njezinih nepreglednih ravnica i izuzetno oštra klima.

## Geografija i klima
Ova pokrajina je smještena u središtu Kanade između provincije Saskatchewan na zapadu, Ontario na istoku, teritorija Nunavut i Sjevernog ledenog mora (Hudsonov zaljev) na sjeveru i Sjedinjenih država na jugu. Manitoba je područje ravnica bogato jezerima i riječnim tokovima. Usprkos uobičajenim predrasudama ta provincija ima dosta brdsko-brežuljkastih terena. Najviša točka u provinciji nalazi se na 832 metara nadmorske visine. Istočni i sjeverni dio provincije se nalazi na tlu bogatom granitnim stijenama koje zapravo predstavlja dio planinskog masiva kanadskog štita. 
Provincija je najgušće naseljena na području glavnog grada Winnipeg. Winnipeg je smješten na terenu koji je nekada bio dno ledenjačkog jezera. Područja koja nisu u blizini Winnipega ili u južnom dijelu Manitobe su izrazito rijetko naseljena. Gustoća naseljenosti Manitobe iznosi 2.1 stanovnika po km². Ova kanadska provincija je bogata riječnim tokovima i jezerima. Jezero Winnipeg je deseto slatkovodno jezero po veličini u svijetu. Jezera zauzimaju oko 14.5% od ukupne površine ove provincije. Neka od jezera u Manitobi su: Winnipeg, Manitoba, Winnipegosis i dr. Najveće rijeke u Manitobi su: Crvena rijeka (eng. Red river), Asinboine, Nelson, Winnipeg i Churchill. 
Manitoba u svojim južnim područjima ima izrazito oštru kontinentalnu klimu koja se postupno u njenim sjevernim područjima pretvara u snježnu-šumsku klimu. Zbog odsustva velikih toplih površina vode (topla mora ili jezera) kao i većih planinskih masiva koja bi štitila ovu provinciju od vremenskih ekstrema, klima je ovdje poznata po svojim temperaturnim amplitudama. Iako je Manitoba vjerojatno najsunčanija provincija u Kanadi, sasvim je uobičajeno da zimska temperatura u ovoj provinciji bude -20′C tijekom zime, a temperature od -40′c tijekom zime su česta pojava.

## Povijest
Manitoba je područje koje je bilo naseljeno indijanskim plemenima od kraja posljednjeg ledenog doba. Prvi Europljanin koji je doveo ekspediciju u ove krajeve bio je Henry Hudson koji je doplovio u područje današnjeg Hudsonovog zaljeva na krajnjem sjeveru Manitobe. Južnije krajeve provincije je godinu dana kasnije počeo istraživati Thomas Button. Početkom osamnaestog stoljeća u Manitobu pristižu francuski lovci na krzna koji se ubrzo miješaju s domaćim indijanskim stanovništvom. Oni će stvoriti novu etnolingvističku grupu Metis indijance. Lord Selkirk je 1811. godine uspostavio stanicu za trgovinu krznima, nedugo nakon toga Britanci dolaze u sukob s Metis indijancima. Ova provincija će nakon toga biti obilježena antagonizmom i ratnim sukobima Metis indijanaca s bijelim useljenicima (ponajviše s Englezima) kao i antagonizmom u 19. stoljeću između frankofonih Metisa i anglofonog bijelog stanovništva. Sukobi su bili vezani uz prava na zemlju, jezična prava i vjerske antagonizme katolika i protestanata. Ti su sukobi kulminirali potkraj devetnaestog vijeka u bezuspješnim pobunama Metisa koje je predvodio Louis Riel. Manitoba je pristupila Kanadi 1870. godine. 
Na suvremenu povijest ove pokrajine ponajviše je utjecala gradnja pruge koja je povezala Kanadu od Atlantika do Pacifika. To se dogodilo u 19. stoljeću. Taj događaj je doveo do ubrzanog naseljavanja ove provincije. Usko vezani za gradnju te pruge bili su i sukobi Indijanaca s Englezima. Manitoba je originalno obuhvaćala samo područje oko grada Winnipega. Bila je poznata pod nadimkom "Provincija veličine poštanske marke". Pokrajina se je u devetnaestom stoljeću širila na područja nenaseljenog Sjeverozapadnog terirorija. Svoj današnji teritorijalni izgled postigla je početkom dvadesetog stoljeća.

## Stanovništvo
Gustoća naseljenosti u Manitobi je izrazito rijetka (oko 2.5%/km²). Manitoba ima oko 1.500.000 stanovnika. Srazmjerno veliki broj stanovnika živi u najvećem gradu ove pokrajine Winnipegu. Winnipeg je glavni grad kao i ekonomsko i kulturno središte cijele Manitobe. Winnipeg ima preko 600.000 stanovnika. Ostala naseljena mjesta su znatno manja tako da ne postoji ni jedno mjesto osim Winnipega koje ima više od 100.000 stanovnika.
Danas stanovništvo ove provincije živi u miru i toleranciji, međutim prošlost provincije je bila obojena krvavim sukobima između Metis indijanaca i Engleza ali i netrpeljivošću protestanata i katolika. U strukturi stanovništva danas izrazito dominiraju potomci europskih doseljenika. Stanovništvo britanskog porijekla čini oko trećinu od ukupnog broja stanovnika.
Veliki broj ljudi je također istočnoevropskog porijekla (Ukrajinci, Poljaci). Zanimljivo je da u Manitobi živi najveći broj stanovništva islandskog porijekla izvan Islanda. Od indijanskih grupa najbrojniji su Metis indijanci.

### Indijanci
Indijanci su danas podijeljeni na Prve nacije: Barren Lands, Berens River, Birdtail Sioux, Bloodvein, Brokenhead Ojibway Nation, Buffalo Point First Nation, Bunibonibee Cree Nation, Canupawakpa Dakota First Nation, Chemawawin Cree Nation, Cross Lake First Nation, Dakota Plains, Dakota Tipi, Dauphin River, Ebb and Flow, Fisher River, Fort Alexander, Fox Lake, Gamblers, Garden Hill First Nations, God's Lake First Nation, Grand Rapids First Nation, Hollow Water, Keeseekoowenin, Kinonjeoshtegon First Nation, Lake Manitoba, Lake St. Martin, Little Black River, Little Grand Rapids, Little Saskatchewan, Long Plain, Manto Sipi Cree Nation, Marcel Colomb First Nation, Mathias Colomb, Mosakahiken Cree Nation, Nisichawayasihk Cree Nation, Northlands, Northwest Angle No.37 (Ontario), Norway House Cree Nation, O-Chi-Chak-Ko-Sipi First Nation, Opaskwayak Cree Nation, O-Pipon-Na-Piwin Cree Nation, Pauingassi First Nation, Peguis, Pinaymootang First Nation, Pine Creek, Poplar River First Nation, Red Sucker Lake, Rolling River, Roseau River Anishinabe First Nation Government, St. Theresa Point, Sandy Bay, Sapotaweyak Cree Nation, Sayisi Dene First Nation, Shamattawa First Nation, Sioux Valley Dakota Nation, Skownan First Nation, Swan Lake, Tataskweyak Cree Nation, Tootinaowaziibeeng Treaty Reserve*, War Lake First Nation, Wasagamack First Nation, Waywayseecappo First Nation Treaty Four - 1874*, Wuskwi Sipihk First Nation, York Factory First Nation; *Carry The Kettle, Cote First Nation 366, Cowessess, Day Star, Fishing Lake First Nation, Gamblers (Manitoba), George Gordon First Nation, Kahkewistahaw, Kawacatoose, Keeseekoose, Kinistin Saulteaux Nation, Little Black Bear, Muscowpetung, Muskowekwan, Nekaneet, Ocean Man, Ochapowace, Okanese, Pasqua First Nation #79, Peepeekisis, Pheasant Rump Nakota, Piapot, Pine Creek (Manitoba), Rolling River (Manitoba), Sakimay First Nations, Sapotaweyak Cree Nation (Manitoba), Star Blanket, The Key First Nation, Tootinaowaziibeeng Treaty Reserve (Manitoba), Waywayseecappo First Nation Treaty Four - 1874 (Manitoba), White Bear, Wuskwi Sipihk First Nation (Manitoba), Yellow Quill

## Gospodarstvo
Gospodarstvo Manitobe je izrazito vezano za poljoprivredu. Izrazito je zastupljeno uzgajanje žitarica kao i stočarstvo za potrebe mesne industrije.

## Sport
Manitoba ima tri profesionalna sportska tima: Winnipeg Blue Bombers(CFL),Manitoba Moose(AHL) i Winnipeg Goldeyes.Jedno vrijeme provincija je imala svog predstavnika i u NHL-u Winnipeg Jets ali je tim zbog financijskih problema premješten u Phoenix i tako su osnovani Phoenix Coyotes.Postojala su i dva košarkaška tima Winnipeg Thunder i Winnipeg Cyclone ali su oba tima sada ugašena.